# Carolina Herrera
Carolina Herrera (ur. 8 stycznia 1939 w Caracas, w Wenezueli) – wenezuelska projektantka mody oraz założycielka domu mody sygnowanego jej imieniem i nazwiskiem.

## Życiorys
Urodziła się jako María Carolina Josefina Pacanins y Niño 8 stycznia 1939 roku w Caracas, w Wenezueli, jako córka ówczesnego burmistrza Caracas - Guillermo Pacanins Acevedo i jego żony Marí Cristiny Niño Passios. Ojciec Caroliny służył także w lotnictwie oraz w późniejszym czasie był Ministrem Spraw Zagranicznych Wenezueli.
Od roku 1980 mieszka w Nowym Jorku. Wśród jej klientek znajdują się Renee Zellweger i Jacqueline Kennedy Onassis. Herrera była główną projektantką dla pierwszej damy USA przez 12 lat.
W 1957 roku poślubiła Guillermo Behrens Tello. Z tego małżeństwa pochodzą dwie córki, Mercedes oraz Ana Luisa. Rozwiedli się w 1964 roku.
W 1968 roku w Caracas poślubiła Reinaldo Herrera Guevara, koordynatora kluczowych projektów Vanity Fair. Z tego małżeństwa urodziły się Carolina Adriana oraz Patricia Cristina. Znajomości jej męża pozwoliły jej zorganizować debiutancki pokaz mody w Metropolitan Club w Nowym jorku na początku lat 80.
W 2019 roku Carolina Herrera odeszła na emeryturę, a stanowisko dyrektora kreatywnego jej domu mody zajął Wes Gordon.